# Simone & Simaria
Simone & Simaria foi uma dupla de música sertaneja brasileira formada em 2012 pelas irmãs e cantoras Simone Mendes e Simaria Mendes. Eram também conhecidas pelo apelido de As Coleguinhas. Em 18 de agosto de 2022, a dupla chegou ao fim.

## Carreira

### 1984–95: Nascimento e infância
Simone e Simaria nasceram em Uibaí, interior da Bahia, em uma família humilde. Na infância, moraram em diversas cidades do interior do Brasil por conta da profissão do pai, que era garimpeiro de diamantes. Passando dificuldades, chegaram a morar em casa de madeira. Um fato marcante da infância foi a perda do pai.

### 1996–12: Frank Aguiar e Forró do Muído
Em 1996, aos 14 anos, Simaria foi aprovada nos testes para integrar a banda do cantor Frank Aguiar como backing vocal, sendo que em 1998, Simone também entrou para a banda. Ao passar dos anos, elas ganharam mais destaque na banda e chegaram a cantar em dueto algumas faixas com o cantor, como "Não Se Vá". Paralelamente, em 1 de abril de 2004, as duas lançaram seu primeiro trabalho assinando como dupla, o álbum Nã, Nã, Nim Na Não, pela Atração, porém o projeto acabou ficando sem continuidade. Em 2007, as irmãs deixaram os vocais de apoio de Frank e, depois de um curto período desligadas da carreira musical, entraram na banda Forró do Muído (iniciativa da A3 Entretenimento), fazendo parte, junto com o cantor Binha Cardoso, da primeira formação da banda, com o qual lançaram onze discos de estúdio e quatro ao vivo. Com a banda, elas atingiram um grande reconhecimento, principalmente nos estados do Ceará e Rio Grande do Norte, chegando a ganhar o Prêmio Forrozão como Música do Ano, em 2011, maior título do gênero musical no Brasil. Em 2012, as irmãs saíram da banda para focarem na carreira como dupla.

### 2012–22: Carreira como dupla

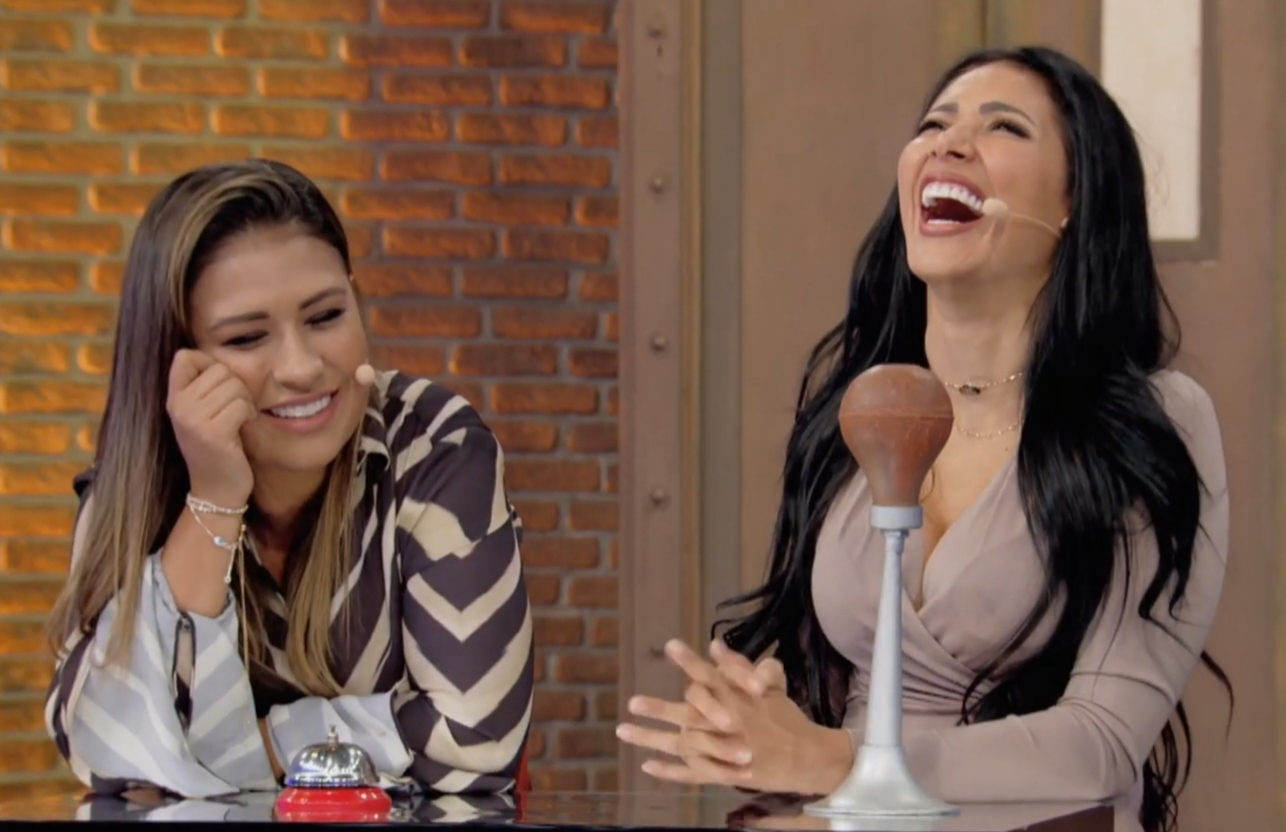
Simone Mendes e Simaria Mendes em 2017, no programa Lady Night.

O primeiro disco de Simone e Simaria foi liberado apenas para download no site das artistas. Durante a carreira, a dupla esteve nas paradas nacionais de música. "Quando o Mel É Bom" alcançou a 14.ª posição na Billboard Brasil Hot 100, enquanto "126 Cabides", canção lançada depois, alcançou o topo da parada nacional. O sucesso em escala nacional só veio quando a dupla lançou o segundo DVD intitulado Bar das Coleguinhas (2015). O projeto foi gravado em Fortaleza em 12 de novembro de 2014 com as participações de Wesley Safadão, Tânia Mara e Gabriel Diniz. Em 2016, a dupla gravou o terceiro DVD na cidade de Goiânia, com a participação das duplas Bruno & Marrone e Jorge & Mateus, segundo a dupla, este projeto veio para consolidar o sucesso do último ano quando estouraram com a canção "Meu Violão e o Nosso Cachorro".
Em poucos anos de carreira, Simone e Simaria adquiriram relevância significativa no cenário musical, consideradas como parte de uma "onda" de artistas femininas no segmento sertanejo (feminejo). Em 2016, elas participam do primeiro DVD do cantor Felipe Araújo, irmão de Cristiano Araújo, intitulado Ao Vivo em Goiânia na faixa intitulada "Me Chama Outra Vez". Em julho de 2017, foram confirmadas como novas juradas do talent show The Voice Kids, da Rede Globo, substituindo a dupla Victor & Leo. Para encerrar 2017, a dupla também conquistou o 1º lugar no ranking da Connectmix com a música "Loka", feita em parceria com Anitta. Ao todo, foram 773.242 execuções do hit durante o ano, sendo a música mais executada nas rádios de todo o Brasil. Em 2018, a dupla realizou um dueto com a italiana Laura Pausini na música "Novo", que foi incluída em seu disco Fatti sentire. Em 27 de novembro de 2020, a dupla lançou um EP intitulado Debaixo do Meu Telhado, com participações com o cantor Dilsinho e a dupla Bruno & Marrone.

### 2022: Fim da carreira
Em 2022, após Simaria se afastar dos palcos em decorrência de problemas de saúde, mais especificamente na garganta, a relação entre as irmãs foi afetada. A cantora proibiu Simone e o resto de sua família de entrar em sua mansão. Simone e Simaria anunciaram no dia 18 de agosto de 2022 o fim da dupla após dez anos, começando então a seguir cantando em carreira solo. Os shows que já estavam marcados na época foram realizados por Simone. Em 2022, elas tiveram desentendimentos públicos e já tinham anunciado uma pausa.

## Vida pessoal
Iniciando a carreira musical, as irmãs foram cantoras da banda Forró do Muído, e por conta disso moraram por oito anos em Fortaleza. Atualmente estão residindo em Goiânia para facilitar a logística dos shows, pois a maioria das apresentações da dupla está concentrada nas regiões Sul, Centro-Oeste e Sudeste. Devido a semelhança física, Simaria ficou conhecida como a "Kim Kardashian brasileira".
Curiosamente, o nome de Simaria era para ser registrado como "Simara", por vontade dos pais, mas por um erro do cartório, ficou Simaria. Hoje a cantora diz gostar do nome.

### Relacionamentos
Simone é casada com o piloto de avião Kaká Diniz, com quem tem um filho chamado Henry, nascido em 3 de agosto de 2014. Simone o conheceu através de sua tia, vendedora de joias, com quem Kaká comprava as peças. Então, conheceu e se interessou pela cantora.
Simaria foi casada com o espanhol Vicente Escrig, com quem tem um casal de filhos, Giovanna Mendes Rocha Escrig, nascida em 30 de julho de 2012, e Pawel Mendes Rocha Escrig, nascido em 15 de setembro de 2015. Depois de 14 anos de casados, em 2021, Vicente e Simaria se divorciaram.

### Saúde
Em 2018, Simaria foi diagnosticada com tuberculose ganglionar e durante um período, ficou longe dos palcos para tratar a doença. Em abril de 2019, a cantora esteve no programa Altas Horas e revelou estar curada da doença. Em 2020, a cantora foi diagnosticada com a COVID-19. O teste foi realizado por causa de uma viagem que ela faria em família, para a Espanha. Assintomática, a cantora ficou isolada com sua familia durante os 15 dias orientados pela equipe médica.
Em 2021, Simone disse estar se recuperando de uma cirurgia de remoção do útero.
Em novembro de 2021, Simone se submeteu a uma cirurgia de abdominoplastia e retirada do excesso de pele de um de seus seios devido ao seu emagrecimento e as próteses de silicone.

## Discografia
| Álbuns de estúdio - Nã Nã Nim Na Não (2004) - Você Só Tá Afim de An, Vol. 2 (2005) - As Coleguinhas - Vol. 1 (2012) - As Coleguinhas - Vol. 2 (2013) - As Coleguinhas - Vol. 3 (2014) - As Coleguinhas - Vol. 4 (2015) | Álbuns ao vivo - Ao Vivo em Manaus (2013) - Bar das Coleguinhas (2015) - Live (2016) - Aperte o Play (2019) - Debaixo do Meu Telhado (2020) - Bar das Coleguinhas 2 (2021) |

## Filmografia

### Televisão
| Ano     | Título                  | Cargo / Personagem       | Notas                             |
| ------- | ----------------------- | ------------------------ | --------------------------------- |
| 2010    | As Aventuras do Didi    | Noivas do Didi e do Dedé | Episódio: "1 de agosto de 2010"   |
| 2017    | O Outro Lado do Paraíso | Elas mesmas              | Episódio: "4 de novembro de 2017" |
| 2018–20 | The Voice Kids          | Juradas / Técnicas       | Temporada 3                       |

## Prêmios e indicações

### Prêmio Multishow de Música Brasileira
| Ano  | Categoria       | Indicação        | Resultado |
| ---- | --------------- | ---------------- | --------- |
| 2016 | Experimente     | Simone & Simaria | Venceram  |
| 2017 | Música Chiclete | "Loka"           | Venceram  |
| 2017 | Melhor Grupo    | Simone & Simaria | Venceram  |
| 2017 | Melhor Show     | Simone & Simaria | Indicadas |
| 2018 | Melhor Dupla    | Simone & Simaria | Indicadas |
| 2018 | Melhor Show     | Simone & Simaria | Indicadas |
| 2018 | Melhor Música   | "Regime Fechado" | Indicadas |

### Latin Grammy Awards
| Ano  | Categoria                        | Indicação | Resultado |
| ---- | -------------------------------- | --------- | --------- |
| 2017 | Melhor Álbum de Música Sertaneja | Live      | Indicadas |

### Prêmio Contigo! Online
| Ano  | Categoria              | Indicação        | Resultado |        |
| ---- | ---------------------- | ---------------- | --------- | ------ |
| 2017 | Melhor Dupla Sertaneja | Simone & Simaria | Venceram  |        |
| 2017 | Hit do Ano             | "Loka"           | Indicadas |        |
| 2017 | Clipe do Ano           | "Regime Fechado" | Indicadas |        |
| 2018 | Melhor Dupla Sertaneja | Simone & Simaria | Venceram  | [ 35 ] |

### Prêmio Jovem Brasileiro
| Ano  | Categoria    | Indicação        | Resultado |
| ---- | ------------ | ---------------- | --------- |
| 2017 | Melhor Dupla | Simone & Simaria | Venceram  |
| 2018 | Melhor Dupla | Simone & Simaria | Venceram  |

### Capricho Awards
| Ano  | Categoria            | Indicação        | Resultado |
| ---- | -------------------- | ---------------- | --------- |
| 2017 | Grupo/Dupla Nacional | Simone & Simaria | Venceram  |

### Prêmio Youtube Carnaval
| Ano  | Categoria     | Indicação | Resultado |
| ---- | ------------- | --------- | --------- |
| 2017 | Música do Ano | "Loka"    | Venceram  |

### Troféu Internet
| Ano  | Categoria              | Indicação        | Resultado |
| ---- | ---------------------- | ---------------- | --------- |
| 2018 | Melhor Dupla Sertaneja | Simone & Simaria | Venceram  |

### Troféu Imprensa
| Ano  | Categoria              | Indicação        | Resultado |
| ---- | ---------------------- | ---------------- | --------- |
| 2018 | Melhor Dupla Sertaneja | Simone & Simaria | Venceram  |

### Prêmio Forrozão
| Ano  | Categoria         | Indicação                                | Resultado |
| ---- | ----------------- | ---------------------------------------- | --------- |
| 2011 | Música do Ano     | "Se Eu Fosse um Garoto" (Forró do Muído) | Venceram  |
| 2012 | Melhor Cantora    | Simone Mendes (Simone & Simaria)         | Venceu    |
| 2012 | Banda Revelação   | Simone & Simaria                         | Venceu    |
| 2012 | Videoclipe do Ano | "Quero Quero"                            | Venceu    |
| 2013 | Melhor Website    | "www.simoneesimaria.com"                 | Venceu    |
| 2013 | Videoclipe do Ano | "Rainhas da Balada"                      | Venceram  |
| 2013 | Melhor Cantora    | Simone Mendes (Simone & Simaria)         | Venceu    |

### Caldeirão de Ouro
| Ano  | Categoria                         | Indicação | Resultado |        |
| ---- | --------------------------------- | --------- | --------- | ------ |
| 2018 | As 10 Músicas Mais Tocadas do Ano | "Loka"    | 7º lugar  | [ 36 ] |